# Danske Studenters Roklub
Danske Studenters Roklub er en roklub, der har klubhus ved Svanemøllen på Østerbro i København. Klubben blev dannet i 1917 af Akademisk Roklub (fra 1894) og Polyteknisk Roklub (fra 1887).
Roklubbens bygning i Svanemøllebugten fra 1939 er tegnet af Ove Mandrup-Poulsen. Den erstattede det tidligere klubhus i Kalkbrænderihavnen – et ungdomsværk fra 1919 af Poul Henningsen – der nedbrændte 28. november 1936.
Johannes V. Jensens digt Slagsang for Danske Studenters Roklub kom i forlængelse af husets indvielsen i juni 1920 og er nok fra en kanoindvielse den 13. juni 1921.